# Žemaitijos pienas
A Žemaitijos pienas (litván jelentése: szamogitiai tej) Litvánia egyik legnagyobb tejipari vállalata. A cég részvényeit jegyzik a Nasdaq által üzemeltetett vilniusi tőzsdén ZMP1L árfolyamkijelző szimbólum alatt.

## Cégtörténet
Telšiai környékén már a történelmi időkben is dívott a tejtermék-készítés, azonban üzemi méretekben csak 1924-től beszélhetünk tejüzemről a településen. Tejet, túrót, tejszínt és más tejtermékeket állítottak elő. Egyik termékük, a Džiugas sajt már 1924-ben is a termékpalettán, illetve gyártásban volt.
1984-ben bővült és átalakult a gyár sajtüzemmé és ebben a szegmensben a legnagyobbnak számított a Balti államok között.
1993-ban privatizálták a vállalatot és ekkor vette fel a Žemaitijos pienas nevet. 1995-ben felvásárolták a hasonló profilú Klaipėdos pienas céget, majd 1997-ben a Šilutės Rambynas sajtüzemet, melyeket teljesen integráltak a vállalat strukturájába. A folyamatos fejlesztéseknek (pl. a Bactocatch tisztítási eljárás bevezetése) köszönhetően a vállalat 2009 közepén sikeresen megszerezte az ISO 9001 minőségirányítási és az ISO 22000 élelemiszerbiztonsági minősítéseket.
2014 februárjában Oroszország - arra hivatkozva, hogy a gyártási dátum nem egyezik meg az állatorvosi bizonyítványon feltüntetettel - megtiltotta litván, illetve lett és lengyel sajtszállítmányok (összesen 11 tonna) behozatalát. Ez a lépés ellehetetlenítette a gyár kalinyingrádi irányú exportját.
A következő években új piacok feltérképezése és néhány piacralépés is történt, így például 2015-ben a cég elkezdte exportálni termékeit Chilébe, majd 2018-tól kezdődően Magyarországra, az akkor bejegyzett Dziugas Hungary Kft. révén.
2019-ben a tradicionális Džiugas keménysajtot az Európai Bizottság Oltalom alatt álló eredetmegjelölés státusz alá helyezte. Szintén 2019-ben kezdték el gyártani az indiai eredetű vajkészítményt, a ghit. 2020-tól a vállalat beindította az online termékértékesítést is.
A Žemaitijos pienas 2023 közepén bejelentette, hogy az üzemi villamosenergia-fogyasztásuk kb. 75%-ának fedezése érdekében 12 millió eurós hitelt vesznek fel szélerőművek építésére. A Telši közelében, Skurvydiškės községben kiszemelt területen 2db Enercon gyártmányú, összesen 8,4 MW csúcsteljesítményű szélgenerátort telepítenek 2024 végéig. A költséges, de előremutató projektre a 2023-ban elért kimagasló profiteredmény ad alapot.
Hazánkban jelenleg a túró rudihoz hasonló Magija túródesszert család kapható.